# Pancovia
Pancovia es un género con 25 especies de plantas de flores perteneciente a la familia Sapindaceae. 

## Especies seleccionadas
- Pancovia africana
- Pancovia angustifolia
- Pancovia bijuga
- Pancovia delavayi
- Pancovia digitata
- Pancovia floribunda
- Pancovia golungensis
- Pancovia harmsiana